# 猪苗代駅
猪苗代駅（いなわしろえき）は、福島県耶麻郡猪苗代町大字千代田字扇田（おうぎだ）にある、東日本旅客鉄道（JR東日本）磐越西線の駅である。

## 歴史
- 1899年（明治32年）7月15日：岩越鉄道の駅として開業[2]。
- 1906年（明治39年）11月1日：岩越鉄道が国有化[2]。
- 1956年（昭和31年）3月：駅本屋を改築[3]。
- 1972年（昭和47年）9月1日：貨物の取り扱いを廃止[4]。自動券売機を設置[新聞 1]。
- 1973年（昭和48年）：このころ、駅舎内にハンバーガー店の営業を開始[新聞 2]。
- 1974年（昭和49年）4月1日：みどりの窓口の営業を開始[5][新聞 3]。
- 1984年（昭和59年）2月1日：荷物の扱いを廃止[4]。
- 1987年（昭和62年）4月1日：国鉄分割民営化により、JR東日本の駅となる[4][6]。
- 2014年（平成26年）4月1日：ICカード「Suica」の利用が可能となる[報道 1]。
- 2018年（平成30年）7月1日：業務委託化[7]。
- 2022年（令和4年）
  - 10月31日：みどりの窓口の営業を終了[1]。
  - 11月1日：指定席券売機を導入[1]。
- 2024年（令和6年）10月1日：えきねっとQチケのサービスを開始[8][報道 2]。

## 駅構造
相対式ホーム2面2線を有する地上駅である。互いのホームは跨線橋で連絡している。駅舎側の1番線を主本線とした一線スルーとなっているため、列車交換がない場合は、上り・下り列車とも1番線に発着する。2番線は列車交換時に下り列車が使用する。
JR東日本東北総合サービス運営の業務委託駅で、あいづ統括センター（会津若松駅）が当駅を管理する。自動券売機、指定席券売機、簡易Suica改札機が設置されている。

### のりば
| 番線 | 路線      | 方向 | 行先                 |
| ---- | --------- | ---- | -------------------- |
| 1    | ■磐越西線 | 上り | 郡山方面             |
| 1・2 | ■磐越西線 | 下り | 会津若松・喜多方方面 |

- 2番線は列車交換時のみ使用

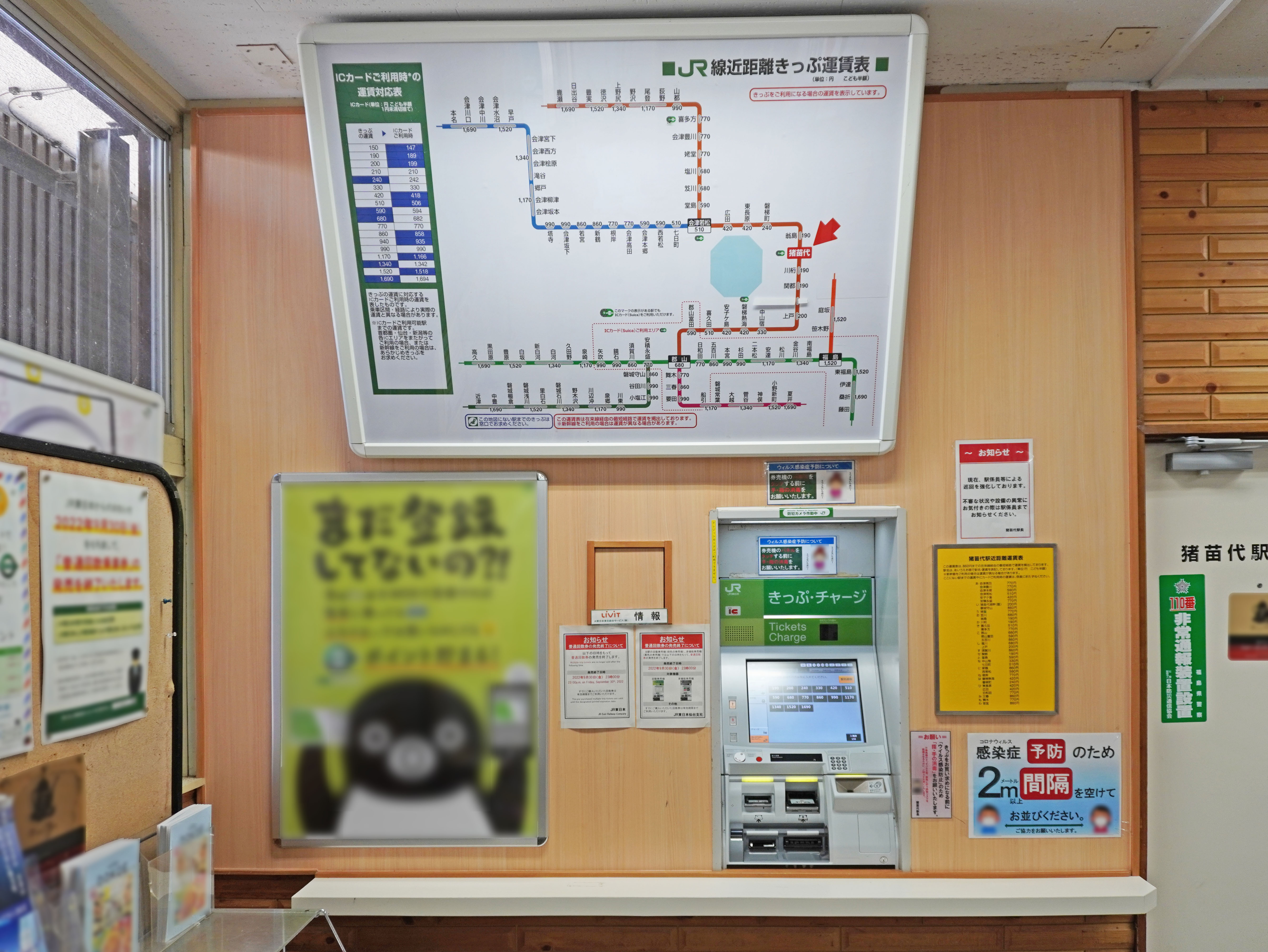
自動発券機（2023年4月）
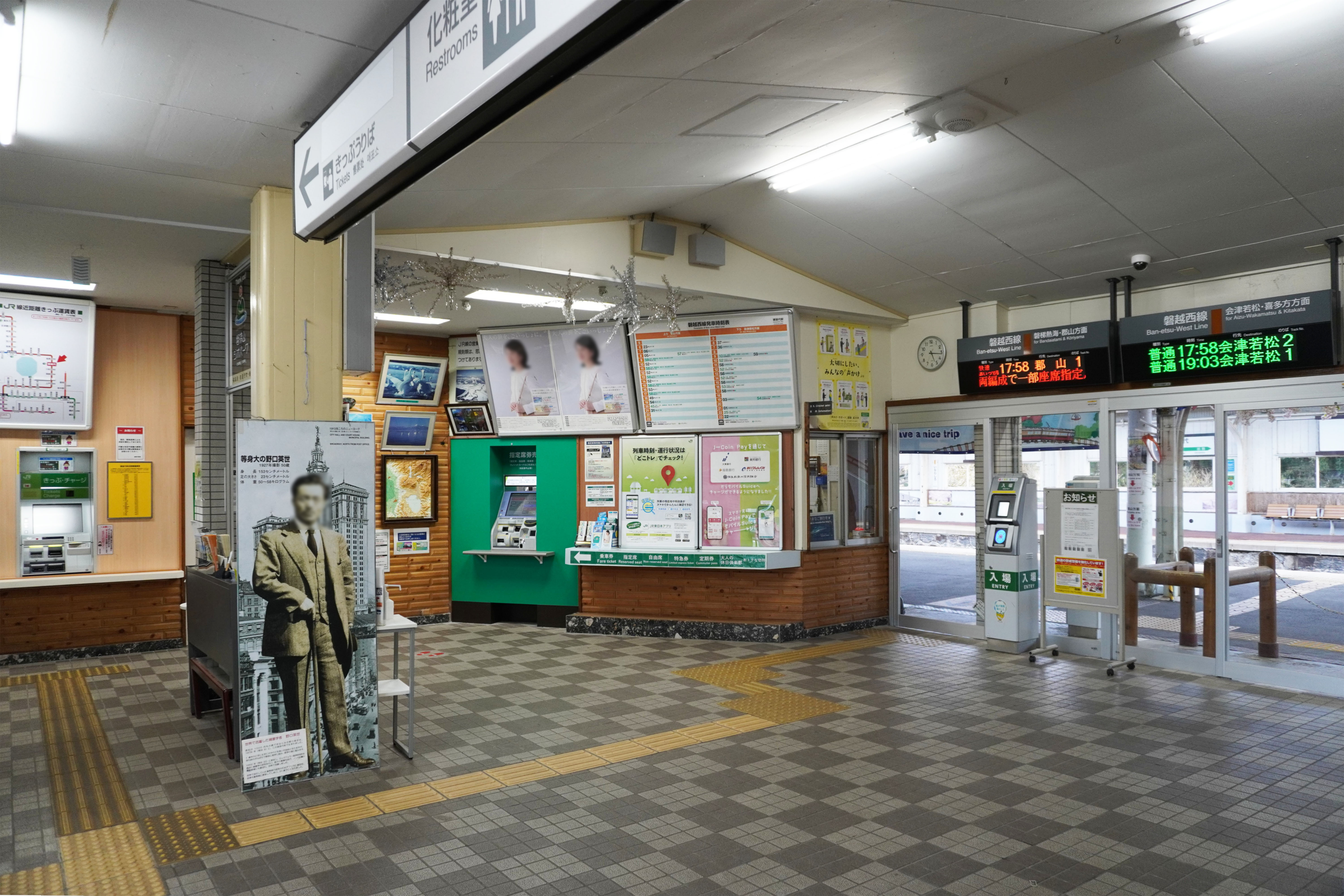
改札口（2023年4月）
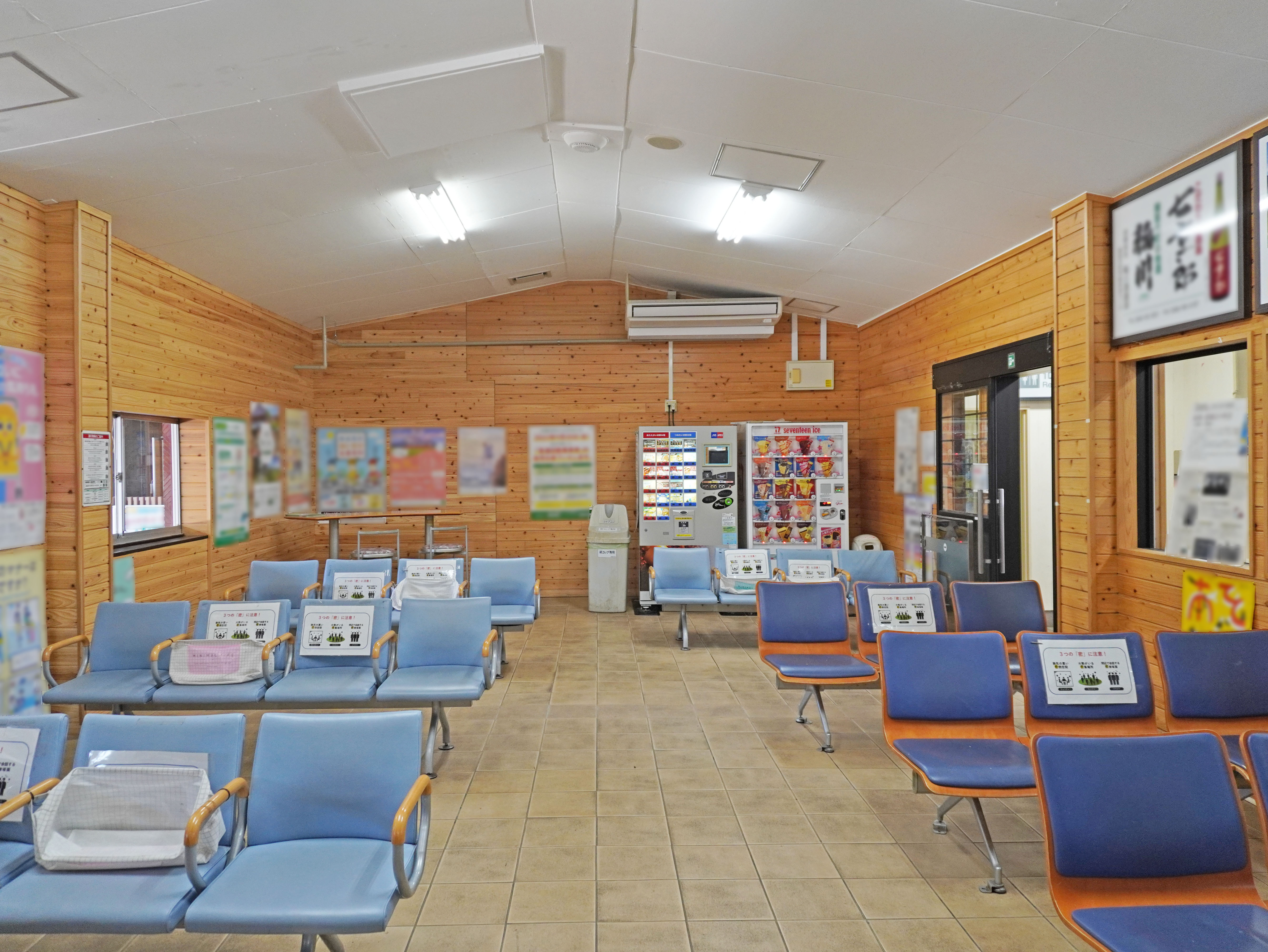
待合室（2022年9月）
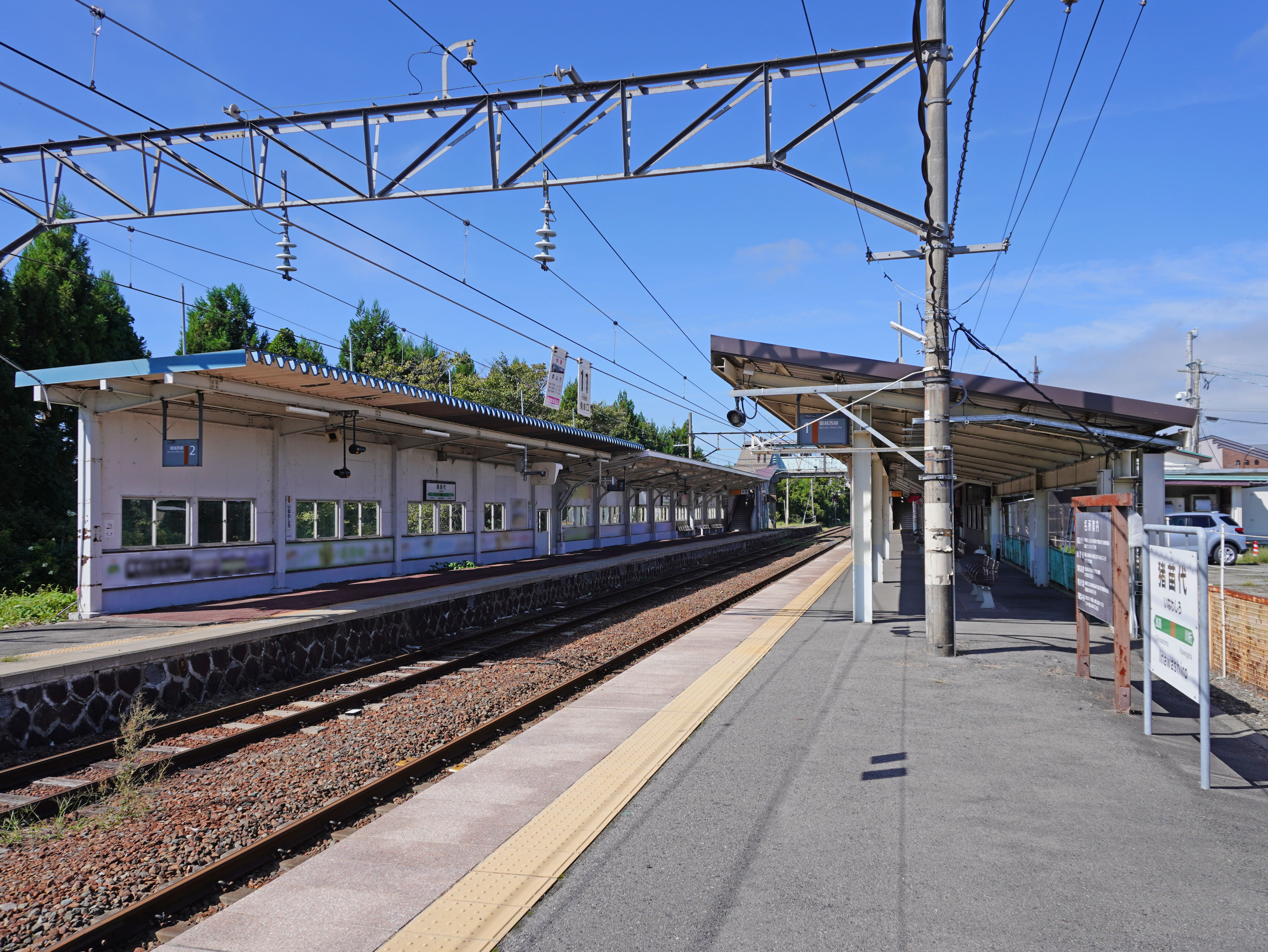
ホーム（2022年9月）

## 利用状況
JR東日本によると、2023年度（令和5年度）の1日平均乗車人員は499人である。
2000年度（平成12年度）以降の推移は以下のとおりである。
| 1日平均乗車人員推移 | 1日平均乗車人員推移 | 1日平均乗車人員推移 | 1日平均乗車人員推移 | 1日平均乗車人員推移 |
| 年度                | 定期外              | 定期                | 合計                | 出典                |
| ------------------- | ------------------- | ------------------- | ------------------- | ------------------- |
| 2000年（平成12年）  |                     |                     | 847                 | [ 利用客数 2 ]      |
| 2001年（平成13年）  |                     |                     | 830                 | [ 利用客数 3 ]      |
| 2002年（平成14年）  |                     |                     | 807                 | [ 利用客数 4 ]      |
| 2003年（平成15年）  |                     |                     | 785                 | [ 利用客数 5 ]      |
| 2004年（平成16年）  |                     |                     | 798                 | [ 利用客数 6 ]      |
| 2005年（平成17年）  |                     |                     | 804                 | [ 利用客数 7 ]      |
| 2006年（平成18年）  |                     |                     | 784                 | [ 利用客数 8 ]      |
| 2007年（平成19年）  |                     |                     | 743                 | [ 利用客数 9 ]      |
| 2008年（平成20年）  |                     |                     | 702                 | [ 利用客数 10 ]     |
| 2009年（平成21年）  |                     |                     | 652                 | [ 利用客数 11 ]     |
| 2010年（平成22年）  |                     |                     | 611                 | [ 利用客数 12 ]     |
| 2011年（平成23年）  |                     |                     | 551                 | [ 利用客数 13 ]     |
| 2012年（平成24年）  | 235                 | 335                 | 570                 | [ 利用客数 14 ]     |
| 2013年（平成25年）  | 247                 | 353                 | 601                 | [ 利用客数 15 ]     |
| 2014年（平成26年）  | 241                 | 341                 | 582                 | [ 利用客数 16 ]     |
| 2015年（平成27年）  | 255                 | 340                 | 595                 | [ 利用客数 17 ]     |
| 2016年（平成28年）  | 258                 | 337                 | 596                 | [ 利用客数 18 ]     |
| 2017年（平成29年）  | 261                 | 339                 | 600                 | [ 利用客数 19 ]     |
| 2018年（平成30年）  | 250                 | 334                 | 585                 | [ 利用客数 20 ]     |
| 2019年（令和元年）  | 235                 | 309                 | 545                 | [ 利用客数 21 ]     |
| 2020年（令和02年）  | 116                 | 298                 | 414                 | [ 利用客数 22 ]     |
| 2021年（令和03年）  | 130                 | 283                 | 413                 | [ 利用客数 23 ]     |
| 2022年（令和04年）  | 194                 | 305                 | 499                 | [ 利用客数 24 ]     |
| 2023年（令和05年）  | 212                 | 287                 | 499                 | [ 利用客数 1 ]      |

## 駅周辺
駅前から会津バス、タクシーの連絡があり、磐梯朝日国立公園の入り口となっている。
- 磐越自動車道 猪苗代磐梯高原インターチェンジ
- 道の駅猪苗代
- 国道115号
- 福島県道204号猪苗代停車場線
- 猪苗代町役場
- 猪苗代警察署
- 猪苗代駅前郵便局
- 猪苗代郵便局
- 猪苗代町立千里小学校
- 猪苗代町立猪苗代中学校
- 福島県立猪苗代高等学校
- 会津乗合自動車旧猪苗代営業所 - 駅のすぐ向かい側、駅から向かって左手。夢街道会津号の一部が発着する。
- 猪苗代スキー場 - 当駅からシャトルバスが運行されている。

## バス路線
「猪苗代駅」停留所にて、以下の路線バスや高速バス、タクシーが発着する。
| 運行事業者              | 行先 | 備考                         |
| 路線バス                | 路線バス | 路線バス                     |
| ----------------------- | --- | ---------------------------- |
| 会津バス                | - 上戸駅線：猪苗代病院入口／上戸駅 - 北窪・金の橋線：北窪／金の橋 - 慧日寺線：猪苗代病院入口／慧日寺資料館 - 桧原線：桧原 - 休暇村線：休暇村裏磐梯 - 千貫線：千貫 - 磐梯桧原湖畔ホテル線：磐梯桧原湖畔ホテル - 中ノ沢線：達沢 - 川桁駅線：川桁駅 - 猪苗代町観光周遊バス「ひでよくん号」：野口英世記念館、長浜、天鏡閣、カワセミ水族館、道の駅猪苗代 |                              |
| 福島交通                | 郡山～裏磐梯線：グランデコマウンテンセンター・EN RESORT Grandeco Hote | スキーシーズンに運行。予約制 |
| 高速バス                | |                              |
| - 会津バス - JRバス関東 | 夢街道会津号：バスタ新宿（新宿駅新南口）・東京駅（夜行便） |                              |
| 空港リムジン            | |                              |
| 会津タクシー            | 福島空港 |                              |

## その他
「手書きの駅名看板が、レトロな雰囲気を醸し出す駅舎」を有するとして、2002年（平成14年）に、東北の駅百選へと選定された。

## 隣の駅
東日本旅客鉄道（JR東日本）
■磐越西線
□快速（「あいづ」を含む）
磐梯熱海駅 - 猪苗代駅 - 磐梯町駅
□快速（一部列車）・■普通
川桁駅 - 猪苗代駅 - 翁島駅

### 記事本文

#### 報道発表資料
1. ↑  『Suicaの一部サービスをご利用いただける駅が増えます』（PDF）（プレスリリース）東日本旅客鉄道、2013年11月29日。2024年11月14日閲覧。
2. ↑  『Suicaエリア外もチケットレスで! 東北エリアから「えきねっとQチケ」がはじまります』（PDF）（プレスリリース）東日本旅客鉄道、2024年7月11日。オリジナルの2024年7月11日時点におけるアーカイブ。2024年7月31日閲覧。

#### 新聞記事
1. ↑  「三線の営業体制近代化実施」『交通新聞』交通協力会、1972年8月30日、1面。
2. ↑  「車窓」『交通新聞』交通協力会、1973年5月3日、2面。
3. ↑  「小牛田駅など七駅にも」『交通新聞』交通協力会、1974年3月31日、3面。

### 利用状況
1. 1 2  “各駅の乗車人員（2023年度）”.   東日本旅客鉄道. 2024年7月22日閲覧。
2. ↑  “各駅の乗車人員（2000年度）”.   東日本旅客鉄道. 2019年2月24日閲覧。
3. ↑  “各駅の乗車人員（2001年度）”.   東日本旅客鉄道. 2019年2月24日閲覧。
4. ↑  “各駅の乗車人員（2002年度）”.   東日本旅客鉄道. 2019年2月24日閲覧。
5. ↑  “各駅の乗車人員（2003年度）”.   東日本旅客鉄道. 2019年2月24日閲覧。
6. ↑  “各駅の乗車人員（2004年度）”.   東日本旅客鉄道. 2019年2月24日閲覧。
7. ↑  “各駅の乗車人員（2005年度）”.   東日本旅客鉄道. 2019年2月24日閲覧。
8. ↑  “各駅の乗車人員（2006年度）”.   東日本旅客鉄道. 2019年2月24日閲覧。
9. ↑  “各駅の乗車人員（2007年度）”.   東日本旅客鉄道. 2019年2月24日閲覧。
10. ↑  “各駅の乗車人員（2008年度）”.   東日本旅客鉄道. 2019年2月24日閲覧。
11. ↑  “各駅の乗車人員（2009年度）”.   東日本旅客鉄道. 2019年2月24日閲覧。
12. ↑  “各駅の乗車人員（2010年度）”.   東日本旅客鉄道. 2019年2月24日閲覧。
13. ↑  “各駅の乗車人員（2011年度）”.   東日本旅客鉄道. 2019年2月24日閲覧。
14. ↑  “各駅の乗車人員（2012年度）”.   東日本旅客鉄道. 2019年2月24日閲覧。
15. ↑  “各駅の乗車人員（2013年度）”.   東日本旅客鉄道. 2019年2月24日閲覧。
16. ↑  “各駅の乗車人員（2014年度）”.   東日本旅客鉄道. 2019年2月24日閲覧。
17. ↑  “各駅の乗車人員（2015年度）”.   東日本旅客鉄道. 2019年2月24日閲覧。
18. ↑  “各駅の乗車人員（2016年度）”.   東日本旅客鉄道. 2019年2月24日閲覧。
19. ↑  “各駅の乗車人員（2017年度）”.   東日本旅客鉄道. 2018年7月9日閲覧。
20. ↑  “各駅の乗車人員（2018年度）”.   東日本旅客鉄道. 2019年7月21日閲覧。
21. ↑  “各駅の乗車人員（2019年度）”.   東日本旅客鉄道. 2020年7月13日閲覧。
22. ↑  “各駅の乗車人員（2020年度）”.   東日本旅客鉄道. 2021年7月25日閲覧。
23. ↑  “各駅の乗車人員（2021年度）”.   東日本旅客鉄道. 2022年8月10日閲覧。
24. ↑  “各駅の乗車人員（2022年度）”.   東日本旅客鉄道. 2023年7月12日閲覧。